# Zephyria Planum
Lo Zephyria Planum è una struttura geologica della superficie di Marte.